# آلفين جوزيف داونينج
آلفين جوزيف داونينج (بالإنجليزية: Alvin Joseph Downing)‏ هو عازف جاز وطيار وعازف بيانو أمريكي، ولد في 1916، وتوفي في 19 فبراير 2000.